# Championnat du Luxembourg de football 1994-1995
Navigation
Saison précédente Saison suivante
La saison 1994-1995 du Championnat du Luxembourg de football est la 81e édition du championnat de première division au Luxembourg. Les douze meilleurs clubs du pays se retrouvent au sein d'une poule unique, la Division Nationale, où ils s'affrontent deux fois, à domicile et à l'extérieur. À l'issue du championnat, les deux derniers du classement sont relégués et remplacés par les deux meilleurs clubs de Promotion d'Honneur, la deuxième division luxembourgeoise.
C'est le club de la Jeunesse d'Esch qui remporte le championnat en terminant en tête du classement final, à égalité de points avec le CS Grevenmacher (vainqueur de la Coupe du Luxembourg) et avec cinq points d'avance sur le double tenant du titre, l'Avenir Beggen. C'est le 22e titre de champion du Luxembourg de l'histoire du club.

## Les 12 clubs participants
| - CA Spora Luxembourg - F91 Dudelange - CS Pétange - Koeppchen Wormeldange - Promu de Promotion d'Honneur - CS Grevenmacher - Swift Hesperange - Promu de Promotion d'Honneur | - Union Luxembourg - AS La Jeunesse d'Esch - Avenir Beggen - Red Boys Differdange - Aris Bonnevoie - FC Wiltz 71 - Promu de Promotion d'Honneur |

## Compétition

### Classement
Le barème utilisé pour établir le classement est le suivant :
- Victoire : 2 points
- Match nul : 1 point
- Défaite : 0 point

| Rang | Équipe                       | Pts | J  | G  | N | P  | Bp | Bc | Diff |
| ---- | ---------------------------- | --- | -- | -- | - | -- | -- | -- | ---- |
| 1    | Jeunesse d'Esch              | 35  | 22 | 15 | 5 | 2  | 63 | 17 | +46  |
| 2    | CS Grevenmacher (C)          | 35  | 22 | 15 | 5 | 2  | 35 | 12 | +23  |
| 3    | Avenir Beggen (T)            | 30  | 22 | 13 | 4 | 5  | 64 | 31 | +33  |
| 4    | F91 Dudelange                | 23  | 22 | 10 | 3 | 9  | 41 | 37 | +4   |
| 5    | Union Luxembourg             | 22  | 22 | 8  | 6 | 8  | 40 | 30 | +10  |
| 6    | FC Wiltz 71 (P)              | 22  | 22 | 7  | 8 | 7  | 36 | 40 | -4   |
| 7    | CA Spora Luxembourg          | 20  | 22 | 7  | 6 | 9  | 38 | 36 | +2   |
| 8    | Aris Bonnevoie               | 19  | 22 | 7  | 5 | 10 | 39 | 45 | -6   |
| 9    | CS Pétange                   | 19  | 22 | 7  | 5 | 10 | 30 | 43 | -13  |
| 10   | Red Boys Differdange         | 17  | 22 | 6  | 5 | 11 | 44 | 59 | -15  |
| 11   | Swift Hesperange (P)         | 16  | 22 | 6  | 4 | 12 | 33 | 58 | -25  |
| 12   | FC Koeppchen Wormeldange (P) | 6   | 22 | 1  | 4 | 17 | 13 | 68 | -55  |

|  | Qualification pour la Ligue des champions 1995-1996                                          |
|  | Qualification pour la Coupe des Coupes 1995-1996                                             |
|  | Qualification pour la Coupe UEFA 1995-1996                                                   |
|  | Relégation directe en Promotion d'Honneur                                                    |
|  | (T) Tenant du titre (C) Vainqueur de la Coupe du Luxembourg (P) : Promu de deuxième division |

## Bilan de la saison
| Championnat du Luxembourg de football 1994-1995 |                             |
| Champion                                        | Jeunesse d'Esch (22e titre) |
| Coupes et trophées                              |                             |
| Vainqueur de la Coupe du Luxembourg 1994-1995   | CS Grevenmacher             |
| Qualifications continentales                    |                             |
| Ligue des champions 1995-1996                   | Aucun                       |
| Coupe des Coupes 1995-1996                      | CS Grevenmacher             |
| Coupe UEFA 1995-1996                            | Jeunesse d'Esch             |
| Coupe UEFA 1995-1996                            | Avenir Beggen               |
| Promotions et relégations                       |                             |
| Promus en Division Nationale                    | FC Rodange 91               |
| Promus en Division Nationale                    | Sporting Mertzig            |
| Relégués en Promotion d'Honneur                 | Koeppchen Wormeldange       |
| Relégués en Promotion d'Honneur                 | Swift Hesperange            |